# Альфавіль (фільм)
 «Альфавіль» (фр. Alphaville, повна назва — «Альфавіль — дивна пригода Леммі Коушена» (фр. Alphaville, une étrange aventure de Lemmy Caution)) — французько-італійський науково-фантастичний фільм-трилер 1965 року, поставлений режисером Жаном-Люком Годаром за поемою Поля Елюара «Столиця болю» (фр. Capitale de la douleur, 1926). Фільм здобув головний приз 15-го Берлінського міжнародного кінофестивалю — «Золотого ведмедя» .

## Сюжет
Інтергалактичний агент Леммі Коушен прибуває в місто майбутнього Альфавіль, щоб розшукати злісного ученого фон Брауна, що втік із Землі. Фон Браун контролює велетенський комп'ютер «Альфа-60», який управляє життям мешканців міста, де оголошені поза законом усі гуманні людські почуття, такі як кохання, ніжність, співчуття і взаємодопомога, а також заборонені поезія і романтика. Усі ці заборони призвели в Альфавілі до негуманного і відчуженого суспільства. Леммі Коушен намагається за допомогою Наташі, дочки професора фон Брауна, змінити ситуацію в місті на краще.
Леммі виводить комп'ютер з ладу, даючи поетичні, образні відповіді на строго логічні запитання машини. Самого фон Брауна агент вбиває і тікає з міста з Наташею, яка починає згадувати забуті в комп'ютеризованому суспільстві слова.

## У ролях
| • Едді Константин | … | Леммі Коушен                                     |
| • Анна Каріна     | … | Наташа фон Браун                                 |
| • Акім Таміров    | … | Генрі Діксон                                     |
| • Говард Вернон   | … | професор Леонард Носферату, по іншому фон Браун  |
| • Жан-Луї Комоллі | … | професор Джекелл                                 |
| • Мішель Ділей    | … | асистент фон Брауна                              |
| • Жан-Анре Ф'єскі | … | професор Геккелл (в титрах відсутній)            |
| • Валері Буажель  | … | Друга ступінь третього класу (в титрах відсутня) |
| • Криста Ленг     | … | Перша ступінь третього класу (в титрах відсутня) |
| • Жан-П'єр Лео    | … | офіціант (в титрах відсутній)                    |
| • Ласло Сабо      | … | Головний інженер (в титрах відсутній)            |

## Знімальна група
- Автор сценарію — Жан-Люк Годар за поемою Поля Елюара «Столиця болю» (в титрах не вказаний)
- Режисер-постановник — Жан-Люк Годар
- Продюсер — Андре Мішелін
- Оператор — Рауль Кутар
- Композитор — Поль Місракі
- Монтаж — Аньєс Гіймо
- Художник-постановник — П'єр Гюффруа
- Звук — Рене Леверт

## Нагороди та номінації
| Список нагород та номінацій           | Список нагород та номінацій | Список нагород та номінацій | Список нагород та номінацій | Список нагород та номінацій | Список нагород та номінацій |
| Кінопремія                            | Рік                         | Категорія                   | Номінант(и)                 | Результат                   |                             |
| ------------------------------------- | --------------------------- | --------------------------- | --------------------------- | --------------------------- | --------------------------- |
| Берлінський міжнародний кінофестиваль | 1965                        | Золотий ведмідь             | «Альфавіль»                 | Перемога                    |                             |